# Cripps Cycle Company
Die Cripps Cycle Company Ltd. aus Forest Gate war ein britischer Automobilhersteller, der 1913 tätig war.
Das einzige Modell war ein Cyclecar. Für den Antrieb sorgte ein V2-Motor von J.A.P., der 7 bhp (5,1 kW) leistete und die Motorleistung über eine Kette an die Hinterachse übertrug. Das Getriebe verfügte über drei Gänge.